# لیتوهلاوی
لیتوهلاوی (به چکی: Litohlavy) یک منطقهٔ مسکونی در جمهوری چک است که در ناحیه روکیتسانی واقع شده‌است. لیتوهلاوی ۷٫۲۵ کیلومتر مربع مساحت و ۵۱۲ نفر جمعیت دارد و ۴۰۳ متر بالاتر از سطح دریا واقع شده‌است.